# Estación de Bolueta
Bolueta es una estación ferroviaria que sirve al metro de Bilbao y al tranvía de Bilbao, construida en superficie y situada en el barrio de Bolueta, al límite este del término municipal de Bilbao. Fue inaugurada el 5 de julio de 1997, con la llegada de la red de metro a su emplazamiento, en sustitución de la antigua estación de Bolueta de Euskotren (que solo daba servicios de cercanías), ubicada a escasos metros. Su tarifa corresponde a la zona 1 del Consorcio de Transportes de Bizkaia. 
Hasta el 9 de septiembre de 2019, la estación permitía el intercambio de pasajeros entre las líneas L1 y L2 del sistema de metro, y la línea de cercanías E4 (línea de Urdaibai) de Euskotren Trena. Dicha línea fue la última incorporada a la nueva variante ferroviaria subterránea desde la estación de Kukullaga hasta la estación de Matiko, su actual cabecera, estrenada en abril de 2017 con la puesta en marcha de la línea L3 de la red de metro; los servicios de la línea E1 ya habían sido transferidos al nuevo trazado a mediados de ese año. 
El inmueble actual cuenta con un vestíbulo común cubierto que da acceso a los dos servicios combinables. Así, las líneas L1 y L2 de metro tienen sus andenes de embarque en la planta superior, mientras que el tranvía se ubica a nivel inferior.

## Accesos
- Camino Otxarkoagabidea
- Camino Ibarsusi, 1
- Santa Ana, calle Telleria, 1
- Interior de la estación

El 8 de junio de 2012 se abrió un nuevo acceso por ascensor para la estación de metro en la calle Telleria. Para garantizar la accesibilidad en el interior de la estación, existen ascensores que comunican el vestíbulo con los andenes.

## Correspondencias con autobús
- Bilbobus: línea 30 (solo domingos hasta las 15:00 horas), línea 40
- Bizkaibus: líneas A2610, A3613, A3622 y A3932 (lanzadera con Galdakao).

## Futuro
Tras el cierre al tráfico de cercanías de la antigua cabecera de la línea E4, la estación terminal de Atxuri-Bilbao, se prevé que Bolueta mantenga solo el servicio de las líneas L1 y L2 hasta que culminen las labores de adaptación de Atxuri-Bilbao, así como de todo el trazado de Euskotren hasta Bolueta, para la circulación del tranvía de Bilbao, que extendería su cabecera oriental hasta este barrio bilbaíno y, posteriormente, a la estación de Kukullaga de Etxebarri.

## Actualidad
Tras la inauguración del tramo Atxuri - Bolueta, la estación ejerce de terminal "provisional" para el tranvía en los antiguos andenes de Euskotren y de correspondencia para las líneas 1 y 2 del Metro.
Actualmente se está estudiando el tramo Kukullaga - Bolueta para pasárselo al tranvía a fin de unirlo con el norte del municipio de Etxebarri.